# Rune Wahlström
Johan Rune Wahlström, född 21 september 1916 i Åkerby socken i Uppsala län, död 22 januari 1968 i Eskilstuna, var en svensk målare.
Han var son till köpmannen Johan Luther Wahlström och Vendela Charlotta Bohlin och från 1941 gift med Dagmar Ingegärd Maria Carlsson. Wahlström studerade vid Tekniska skolan i Uppsala och en kortare period för Börje Hedlund vid Grünewalds målarskola i Stockholm 1946 samt genom självstudier under resor till Nederländerna och Frankrike. Separat ställde han bland annat ut i Arboga, Eskilstuna, Kvicksund, Borlänge och på Holmquists konstsalong i Stockholm. Han medverkade i ett flertal samlingsutställningar arrangerade av olika konstföreningar och utställningar med provinsiell konst. Hans konst består av stilleben, landskap och djurstudier utförda i olja.